# Kujiki
Il Sendai Kuji Hongi (先代旧事本紀?, Memorie di eventi antichi), comunemente noto semplicemente come Kujiki (旧事紀?), è un testo storico giapponese che copre il periodo antico del Giappone, dall'Età degli dei ai tempi antichi.
Si ritiene che sia stato scritto all'inizio del periodo Heian, prima dell'era Engi (901-923).  Fino alla metà del periodo Edo, si credeva generalmente che fosse una delle prime raccolte storiche giapponesi, quando studiosi come Tokugawa Mitsukuni e Tada Yoshitoshi sostennero con successo che si trattasse di un'imitazione basata sul Nihon shoki, sul Kojiki e sul Kogo shūi.La prefazione che si dice sia stata scritta da Soga no Umako e altri è un falso successivo. L'autore è sconosciuto, ma poiché elenca molti dei successi del clan Mononobe, è stato suggerito che il libro potrebbe aver avuto una connessione con il clan Mononobe. In tutto il volume sono presenti numerose citazioni da fonti quali il Kojiki e il Nihon Shoki, e pochi articoli originali. Tuttavia, il "Tenson Hongi" (天孫本紀?) nel Volume 5, che contiene la genealogia dei clan Owari e Mononobe che si dice sia basata sulle tradizioni familiari dei due clan, e il "Kuni no Miyatsuko Hongi" (国造本紀?) nel Volume 10, escludendo le aggiunte successive, sono considerati preziosi documenti storici.

## Compilazione
Composto da dieci volumi, il testo ripercorre la storia del Giappone antico attraverso l'imperatrice Suiko, terza figlia dell'imperatore Kinmei. Si ritiene che la composizione complessiva sia stata compilata tra l'807 e il 936.
L'autore è sconosciuto, ma poiché il "Tenson Hongi" contiene una descrizione dettagliata della genealogia dei clan Owari e Mononobe e include molti riferimenti al clan Mononobe, alcuni dicono che l'autore fosse un membro del clan Mononobe.
Secondo la prefazione scritta da Soga no Umako, «"Il principe Shotoku e Soga no Umako iniziarono a compilare il libro nel 620 su comando dell'imperatrice Suiko e lo completarono nel 622."». La sua autenticità non fu messa in discussione e fu a lungo trattato come un documento storico importante per tutto il Medioevo.
Durante il periodo Edo, alcuni studiosi di classici come Mitsukuni Mito, Yoshitoshi Tada, Sadatake Ise e Motoori Norinaga dichiararono che si trattava di un falso medievale. Negli ultimi anni si è affermato che, sebbene la prefazione sia un falso successivo, il testo principale contiene contenuti originali, per cui non si può dire che l'intero testo sia una fabbricazione.

## Contenuto
- Genealogia dell'Imperatore Divino, vol. 1.
  - Attualmente mancante e non trasmesso.
- Volume 1: "Le cronache dell'era degli dei" ... e "Le cronache di Yin-Yang".
  - Creazione del cielo e della terra, mito di Izanagi.
- Volume 2: “Jindi hongi”.
  - Mito di Ukei, l'espulsione di Susanoo.
- Volume 3: “Tenjin hongi”.
  - Mito di Ninigi-no-Mikoto, mito Kuni-yuzuri.
- Volume 4: “Chijin Hongi (Cronache di Chijin)”.
  - Mitologia di Izumo.
- Vol. 5: “Tenson Hongi (Cronache del nipote del cielo)”.
  - Genealogia dei clan Mononobe e Owari.
- Vol. 6: “Le cronache del nipote dell'imperatore” (Ichiun, Tenson Hongi).
  - Tenson kōrin e La spedizione orientale di Jinmu.
- Vol. 7 “Ten'nō hongi (Le cronache dell'imperatore)”.
  - Dall'imperatore Jinmu all'imperatrice Jingū.
- Volume 8: “Shin'ō hongi (Cronache dell'Imperatore Divino)”.
  - Dall'imperatore Ōjin all'imperatore Buretsu.
- Volume 9: “Teiō hongi (Le cronache imperiali)”.
  - Dall'imperatore Keitai all'imperatore Suiko.
- Volume 10: “Kokuzō hongi”.
  - Tradizioni ancestrali di 135 famiglie Kuni no miyatsuko.